# Ernest Barry
Ernest Barry (1º luglio 1967) è un ex calciatore maltese, di ruolo portiere.

## Carriera

### Club
Ha trascorso tutta la sua carriera in patria. Ha ottenuto le maggiori soddisfazioni con la maglia dello Sliema Wanderers, con cui ha vinto due campionati e una coppa nazionale.

### Nazionale
Ha collezionato 23 presenze con la propria Nazionale, tutte nel periodo in cui militava nello Sliema Wanderers.
Ha esordito il 14 agosto 1996, nell'amichevole contro l'Islanda, entrando nel quarto d'ora finale al posto di Reginald Cini

## Palmarès

### Club
- Campionato maltese: 2

Sliema Wanderers: 1995-1996, 2004-2005
- Coppa di Malta: 1

Sliema Wanderers: 1999-2000

### Individuale
- Calciatore maltese dell'anno: 1

1999-2000